# مهاباد (خواف)
مهاباد، روستایی است از توابع بخش مرکزی و در شهرستان خواف استان خراسان رضوی ایران.

## جمعیت
این روستا در دهستان میان‌خواف قرار داشته و بر اساس سرشماری سال ۱۳۸۵ جمعیت آن (۳۴خانوار) ۱۶۰نفر
بوده است.